# Керріер (Оклахома)
Керріер (англ. Carrier) — місто (англ. town) в США, в окрузі Гарфілд штату Оклахома. Населення — 90 осіб (2020).

## Географія
Керріер розташований за координатами 36°28′43″ пн. ш. 98°1′2″ зх. д. / 36.47861° пн. ш. 98.01722° зх. д. (36.478594, -98.017200).  За даними Бюро перепису населення США в 2010 році місто мало площу 3,18 км², уся площа — суходіл.

## Демографія
Згідно з переписом 2010 року, у місті мешкало 85 осіб у 35 домогосподарствах у складі 26 родин. Густота населення становила 27 осіб/км².  Було 39 помешкань (12/км²).
Расовий склад населення:
| - 92,9 % — білих - 1,2 % — вихідців з тихоокеанських островів - 1,2 % — корінних американців |

До двох чи більше рас належало 4,7 %. Частка іспаномовних становила 0,0 % від усіх жителів.
За віковим діапазоном населення розподілялося таким чином: 18,8 % — особи молодші 18 років, 61,2 % — особи у віці 18—64 років, 20,0 % — особи у віці 65 років та старші. Медіана віку мешканця становила 47,8 року. На 100 осіб жіночої статі у місті припадало 88,9 чоловіків;  на 100 жінок у віці від 18 років та старших — 97,1 чоловіків також старших 18 років.
Середній дохід на одне домашнє господарство  становив 111 943 долари США (медіана — 73 750), а середній дохід на одну сім'ю — 143 169 доларів (медіана — 78 750). Медіана доходів становила 53 750 доларів для чоловіків та 20 938 доларів для жінок. 
Цивільне працевлаштоване населення становило 39 осіб. Основні галузі зайнятості: роздрібна торгівля — 35,9 %, науковці, спеціалісти, менеджери — 23,1 %, мистецтво, розваги та відпочинок — 15,4 %, освіта, охорона здоров'я та соціальна допомога — 12,8 %.